# George Thorogood
George Thorogood (* 24. února 1950, Wilmington, Delaware, Spojené státy) je americký bluesrockový zpěvák a kytarista, nejvíce známý jako autor hitové písně „Bad to the Bone“ z roku 1982. Ta pochází ze stejnojmenného alba, vydaného v srpnu toho roku, a rovněž vyšla jako singl (v září 1982), který se umístil na 27. příčce hitparády časopisu Billboard. Zazněla také v několika filmech, včetně Ten kluk je postrach (1990) a Terminátor 2: Den zúčtování (1991).
Thorogood vystupuje za doprovodu skupiny The Destroyers, kterou založil v roce 1974 s kamarádem, bubeníkem Jeffem Simonem. Skupina jej rovněž doprovází na studiových albech, kterých do roku 2011 vydal patnáct. V roce 2017 vydal desku Party of One, svou vůbec první bez The Destroyers; skupina jej však nadále doprovází při koncertech a v roce 2024 odehrála turné k oslavám 50. výročí své kariéry. Několik jeho alb bylo oceněno zlatou deskou.

## Diskografie

### Studiová alba
- 1977: George Thorogood and the Destroyers
- 1978: Move It on Over
- 1979: Better Than the Rest (nahráno 1974)
- 1980: More George Thorogood and the Destroyers
- 1982: Bad to the Bone
- 1985: Maverick
- 1986: Nadine
- 1988: Born to Be Bad
- 1991: Boogie People
- 1993: Haircut
- 1997: Rockin' My Life Away
- 1999: Half a Boy and Half a Man
- 2003: Ride 'Til I Die
- 2003: Who Do You Love?
- 2006: The Hard Stuff
- 2009: The Dirty Dozen
- 2011: 2120 South Michigan Ave.
- 2017: Party of One